# 尼古拉斯·丘马琴科
尼古拉斯·丘马琴科（烏克蘭語：Ніколас Чумаченко，1944年3月27日—2020年12月12日）是一名在波兰出生的小提琴独奏家和教授，曾于索非亚皇后室内乐团任指挥一职。丘马琴科还是1999年Konex基金会奖得主，被认为是该十年阿根廷最佳弓乐器演奏家之一。2020年12月12日，丘马琴科逝世于德国，享年76岁。

## 生平
丘马琴科出生在当时尚被纳粹德国占领的波兰克拉科夫的一个乌克兰人家庭；第二次世界大战结束后，他随家人一同前往阿根廷生活，并在那里开始学习音乐有关知识。之后，丘马琴科先后前往美国南加州大学桑顿音乐学院和费城柯蒂斯音乐学院师从雅沙·海菲茨和艾富勒姆·津巴里斯进行深造，并在柴可夫斯基国际音乐比赛和伊丽莎白王后国际音乐比赛中获奖。
丘马琴科在祖宾·梅塔、沃尔夫冈·萨瓦利希、彼得·马格和鲁道夫·肯普指挥的管弦乐队中都担当独奏家一角。除此之外，他还担任苏黎世四重奏的第一小提琴手、弗赖堡音乐学院的小提琴教授和马德里索非亚皇后室内乐团的首席和音乐总监。
2020年12月12日，尼古拉斯·丘马琴科在德国沙尔施塔特去世。

## 家人

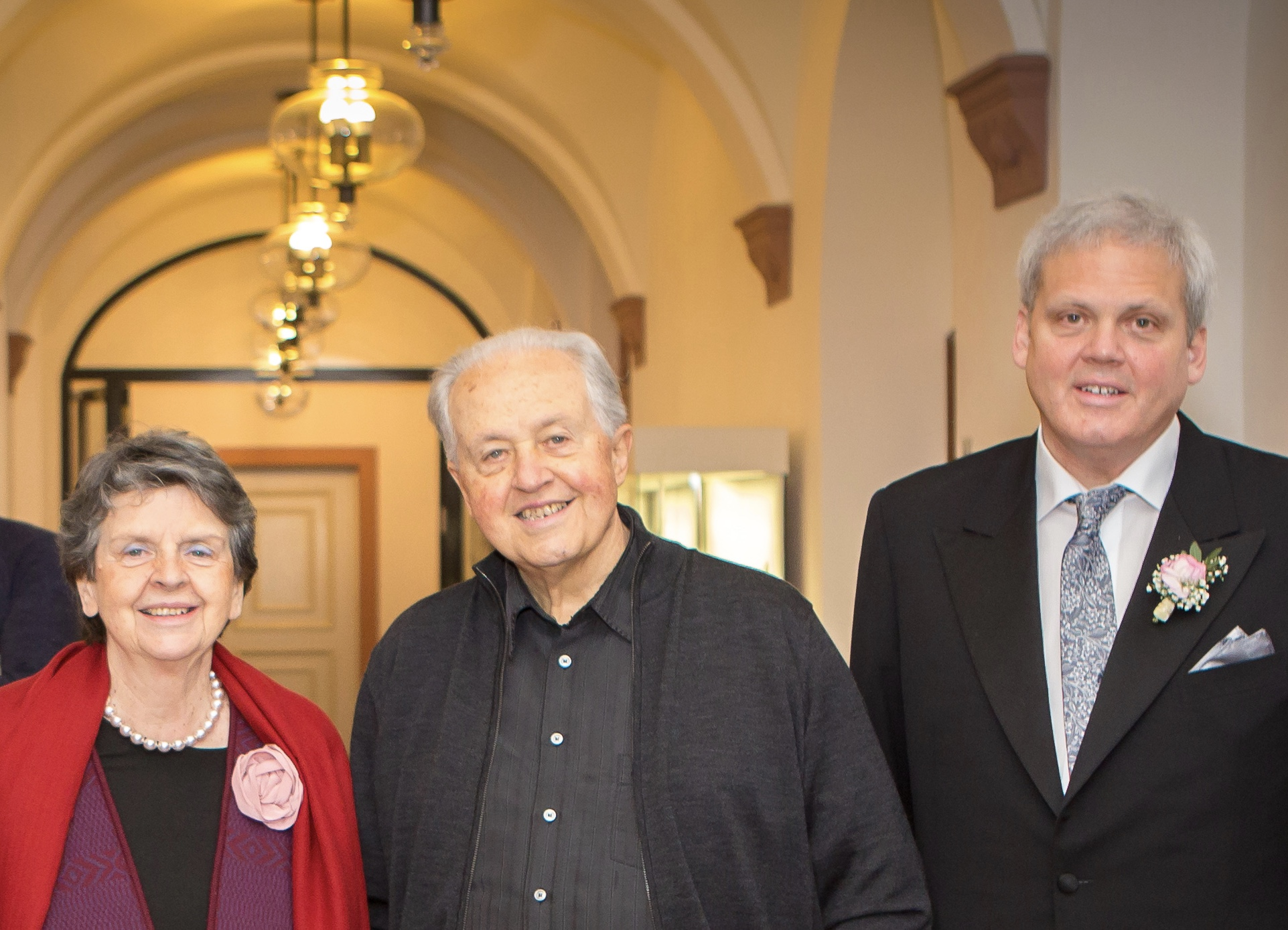
2018年2月14日，尼古拉斯的妹妹和儿子与他在维尔茨堡的合影

尼古拉斯·丘马琴科的妹妹安娜·丘马琴科在慕尼黑音乐学院任小提琴教授；他的儿子埃里克·丘马琴科则在萨尔茨堡莫扎特音乐大学任教，是一名古典钢琴家。